# George Frederic Watts

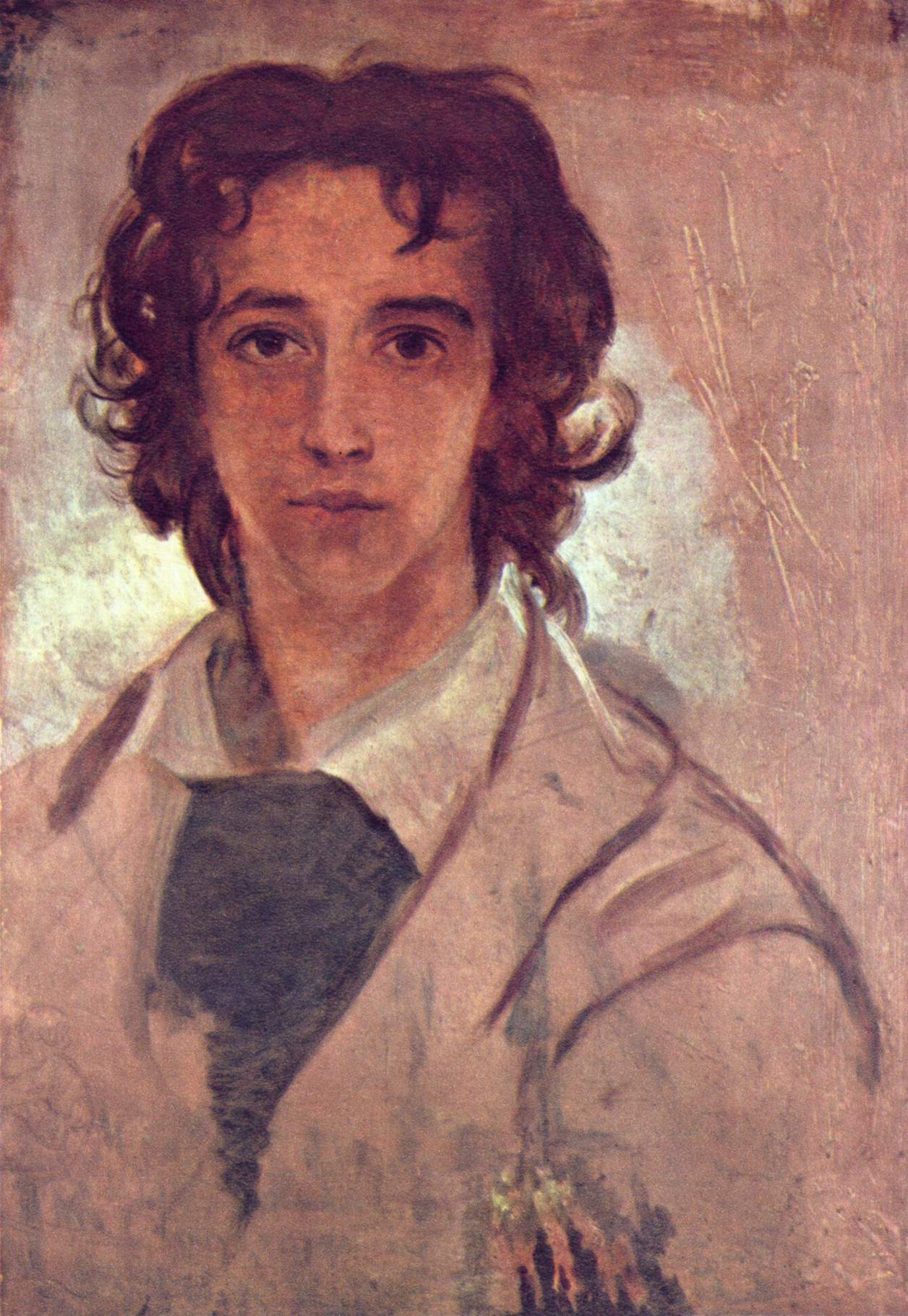
Selbstporträt als junger Mann

Watts um 1900

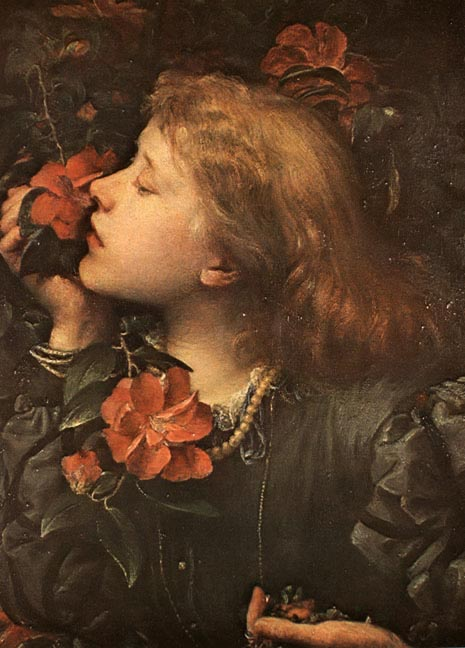
Das Ölbild mit dem Titel Choosing zeigt Watts’ Ehefrau Ellen Terry, um 1864

George Frederic Watts RA (* 23. Februar 1817 in London; † 1. Juli 1904 ebenda) war ein Maler und Bildhauer im viktorianischen England. Sein malerisches Werk umfasst große Fresken und Historiengemälde sowie allegorische und mythologische Darstellungen; bedeutender war Watts als Porträtist prominenter Zeitgenossen. Als Bildhauer ist er für seine klassizistischen Skulpturen bekannt.

## Leben und Werk
Watts wandte sich in seiner Jugend der historischen Malerei zu, war in späteren Jahren aber vorwiegend als Porträtmaler tätig. Für das Bildnis mit dem Titel „Choosing“ stand ihm seine damalige Ehefrau Ellen Terry Modell. Er hatte die 17-jährige Schauspielerin im Alter von 47 Jahren geheiratet, die Ehe hielt aber nicht einmal ein Jahr. Andere von ihm porträtierte Persönlichkeiten waren der Dichter Alfred Tennyson, der Philosoph John Stuart Mill, der Premier William Ewart Gladstone sowie der Schriftsteller und Maler John Ruskin. Die meisten der vielen Bildnisse befinden sich heute in der Londoner National Porträt Gallery und Watts legte damit den Grundstein für deren Sammlung.

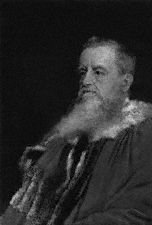
George Robinson, 1. Marquess of Ripon (1827–1909)

Zu den bemerkenswertesten Historienbildern und Gemälden mythologischen und allegorischen Inhalts gehört der 1843 für Westminster Palace ausgeführte, preisgekrönte Entwurf Caractus wird in Ketten durch die Stadt Rom geführt. Von 1843 bis 1847 hielt sich Watts in Italien auf und studierte dort speziell die venezianischen Meister des 16. Jahrhunderts. Danach lebte er wieder in London, wo er 1847 abermals mit seinem Bild Alfred der Große ruft die Sachsen auf, sich den Dänen zu einer Seeschlacht zu stellen einen ersten Preis gewann. In den Jahren 1853 bis 1859 entstand das Fresco Die Gerechtigkeit in Lincoln’s Inn. Weitere Werke schuf Watts im Stadthaus von Manchester (Barmherziger Samariter) und im Poetensaal des Parlamentshauses (St. Georg, dem Drachen auflauernd). Weiterhin sind erwähnenswert:Thetis, Paolo und Francesca da Rimini, Ariadne sowie Liebe und Leben. Seine Kompositionen und sein von Italiens alten Meistern beeinflusster Stil brachten Watts den Beinamen „Englands Maler-Poet“ ein.
Im mittleren Alter erneuerte Watts seine in der Jugend und in Italien auf dem Gebiet der Plastik gemachten Erfahrungen. So entstanden 1867 die Büste Clytia und wenig später die gemeinsam mit dem Bildhauer Joseph Edgar Boehm ausgeführte sitzende Figur von Henry Vassall-Fox, 3. Baron Holland, Vater seines Förderers Henry Fox, 4. Baron Holland. 1870 begann er das Reiterstandbild von Hugh Lupus Grosvenor, 1. Duke of Westminster, das er 1881 vollendete. Seine wiederholt ausgeführte Komposition Physical Energy wurde nach seinem Tode in Kensington Gardens aufgestellt.
Watts verfolgte schon seit den 1860er Jahren die Idee, ein Denkmal für gewöhnliche Menschen zu schaffen, die anderen Menschen das Leben gerettet (oder es zumindest versucht) und dabei ihr Leben geopfert hatten, die aber in Vergessenheit zu geraten drohten. Nach mehreren vergeblichen Anläufen, bei denen Watts unterschiedliche Varianten und Standorte ins Auge fasste, wurde schließlich im Postman’s Park in London das Memorial to Heroic Self-Sacrifice eingeweiht. Auf den derzeit (Stand: 2024) 54 Tafeln werden insgesamt 62 Personen genannt, davon acht Kinder, neun Frauen und 45 Männer.
1867 wurde Watts zum außerordentlichen und bald darauf zum ordentlichen Mitglied der Royal Academy of Arts gewählt. Später wurde er auch in die Royal Society of Portrait Painters aufgenommen. 1898 war er Gründungsmitglied der Pastel Society. Dass er 85-jährig als einziger Künstler zu den Mitgliedern des 1902 gegründeten Order of Merit gehörte, unterstreicht nachhaltig die große Bedeutung, die seinem Lebenswerk zugesprochen wurde. Seine Hinterlassenschaft überließ der Philanthrop Watts dem Staat; sein Haus in Compton ist heute ein Museum.
Der britische Komponist Charles Villiers Stanford schrieb seine Sechste Sinfonie „In Memoriam G. F. Watts“. Das Werk wurde 1905 begonnen und am 18. Januar 1906 in London unter Stanfords Leitung uraufgeführt. Obwohl der Sinfonie kein Programm zugrunde liegt, sind die vier Sätze von Kunstwerken Watts’ inspiriert.

## Abbildungen
(Auswahl)

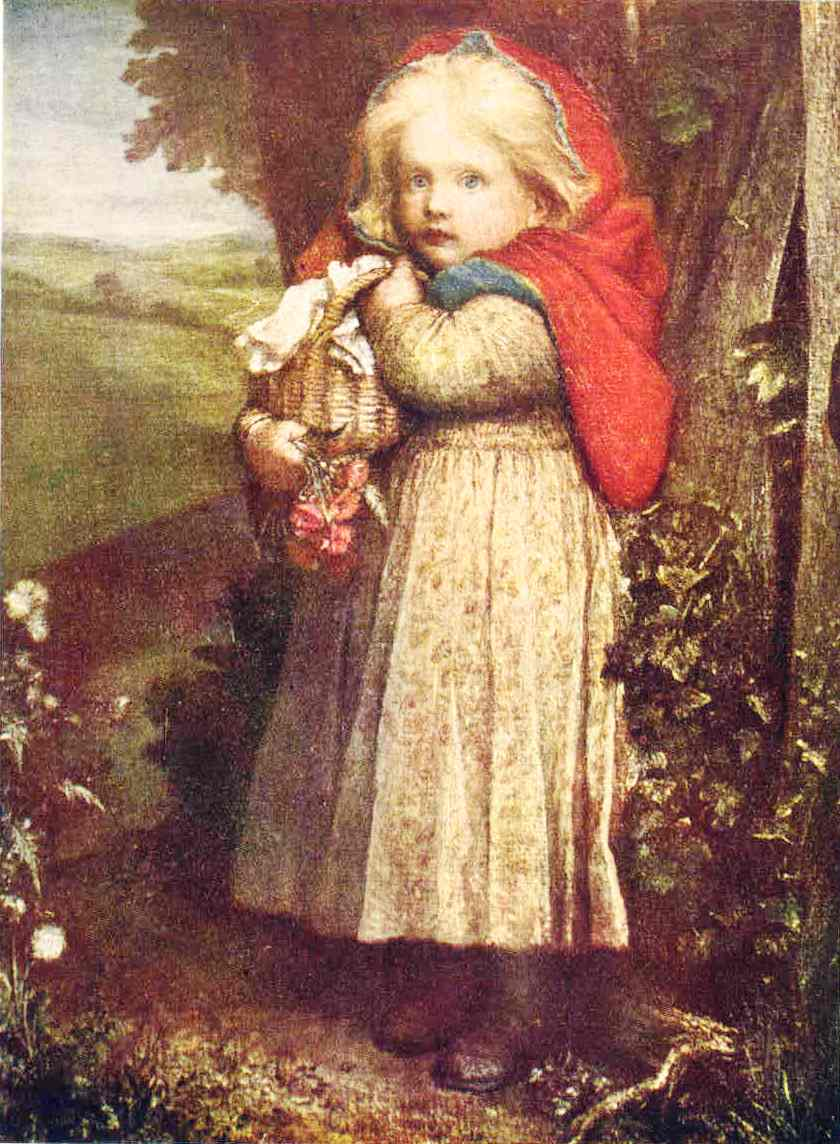
Rotkäppchen
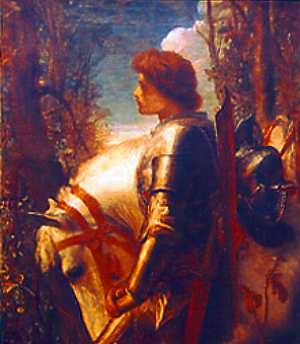
Sir Galahad
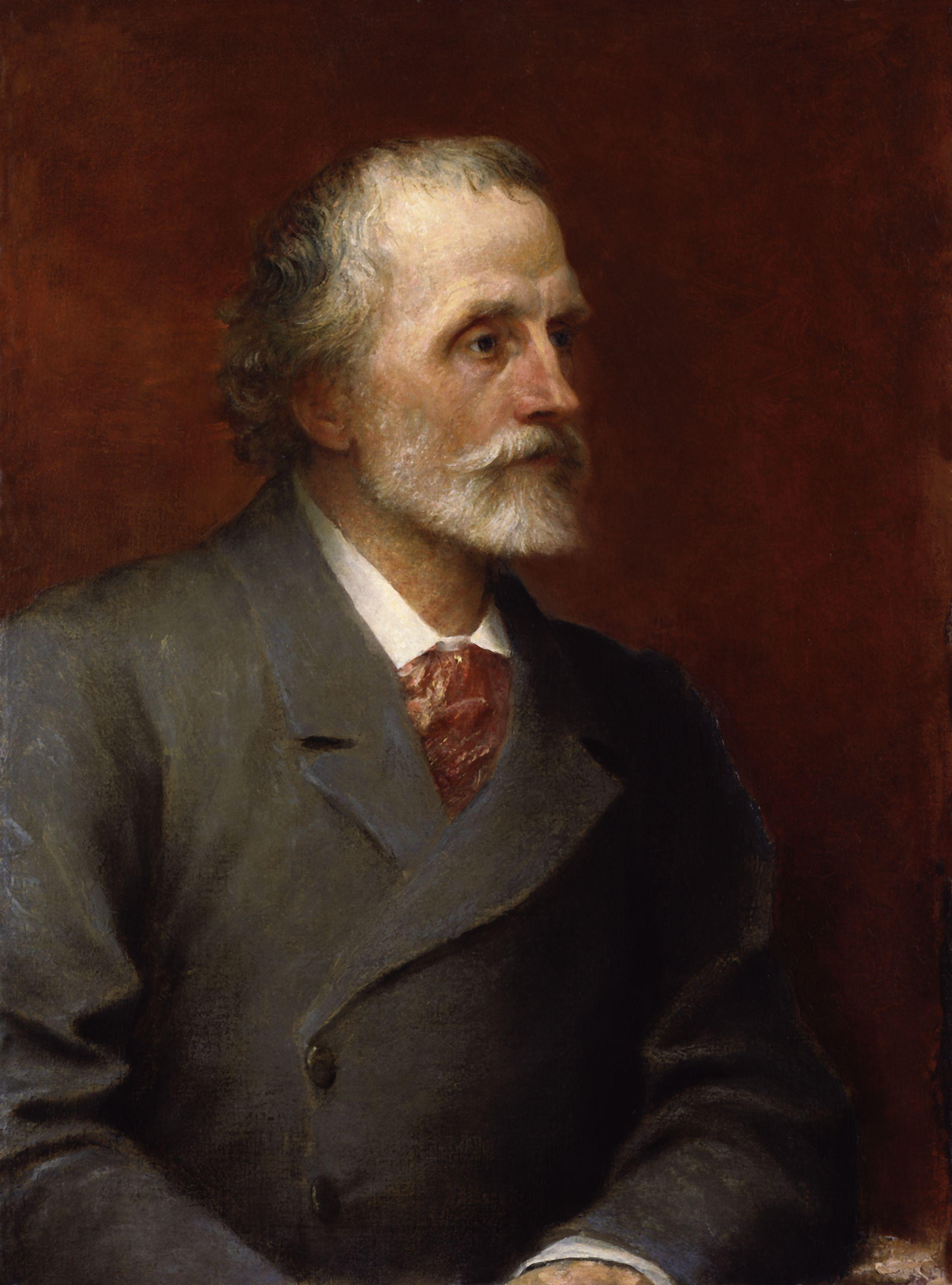
Porträt George Merediths
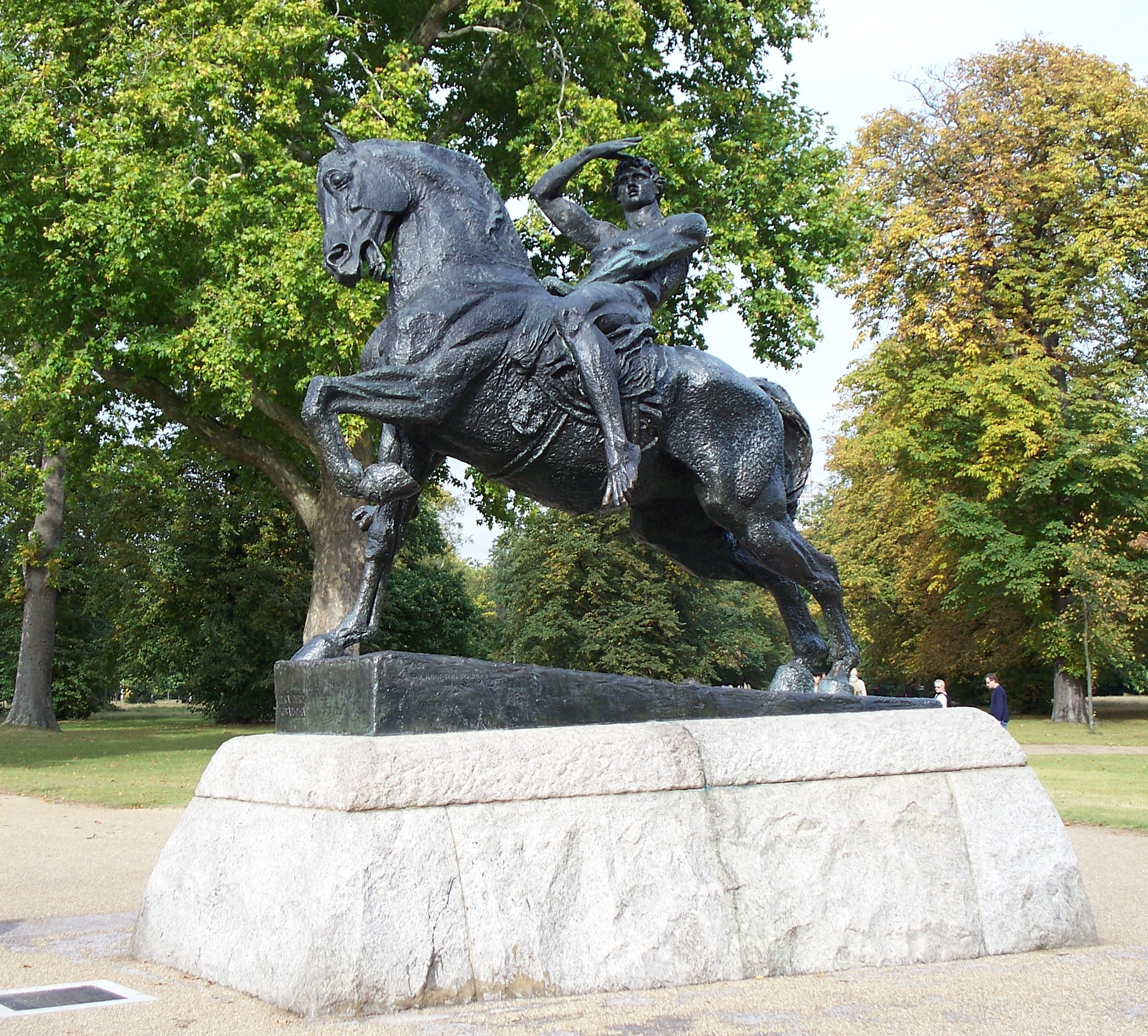
Physical Energy
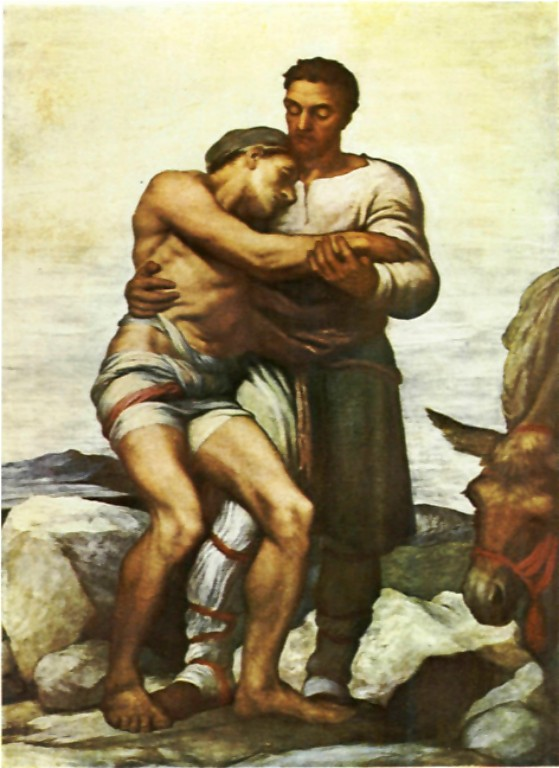
Barmherziger Samariter
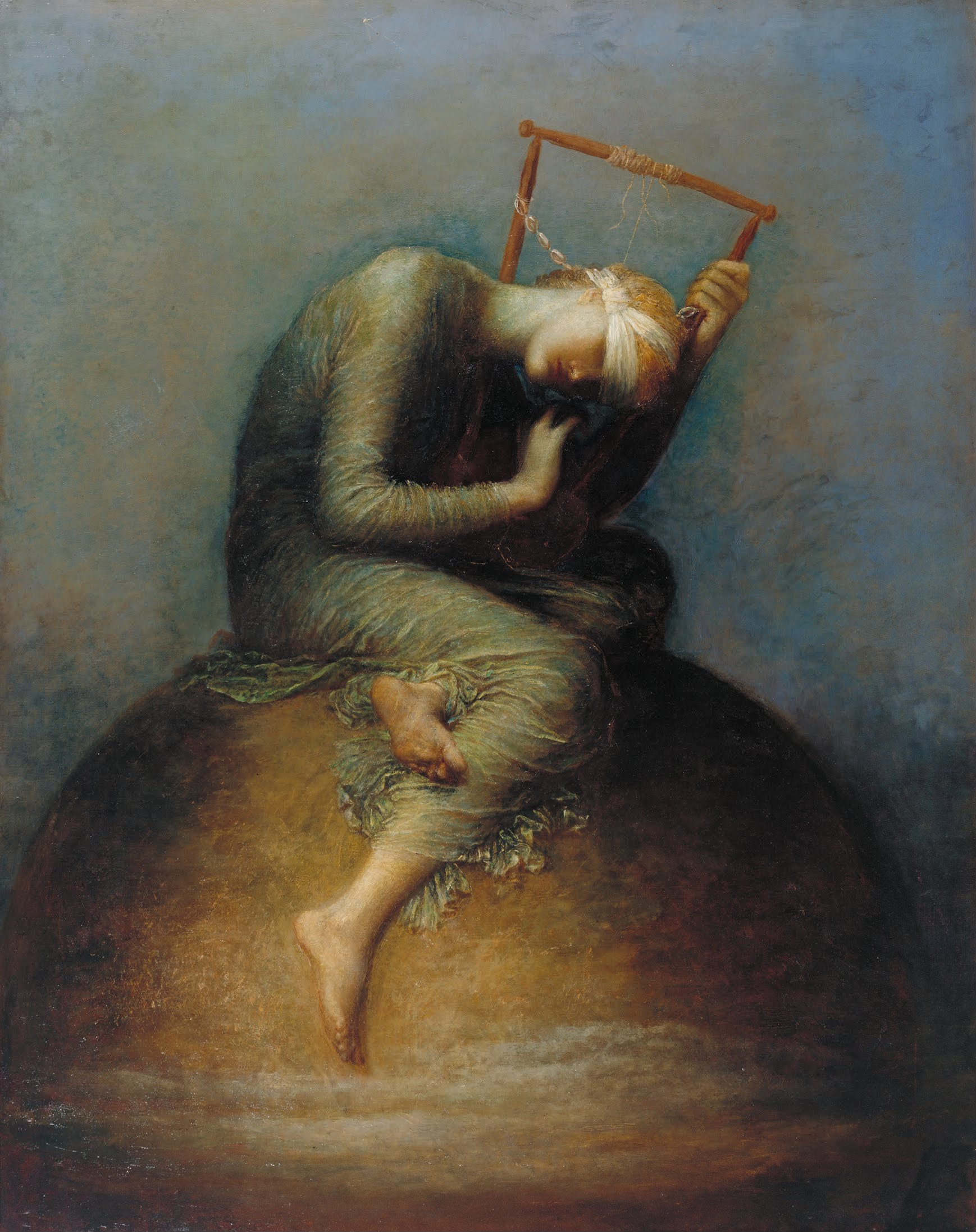
Hoffnung
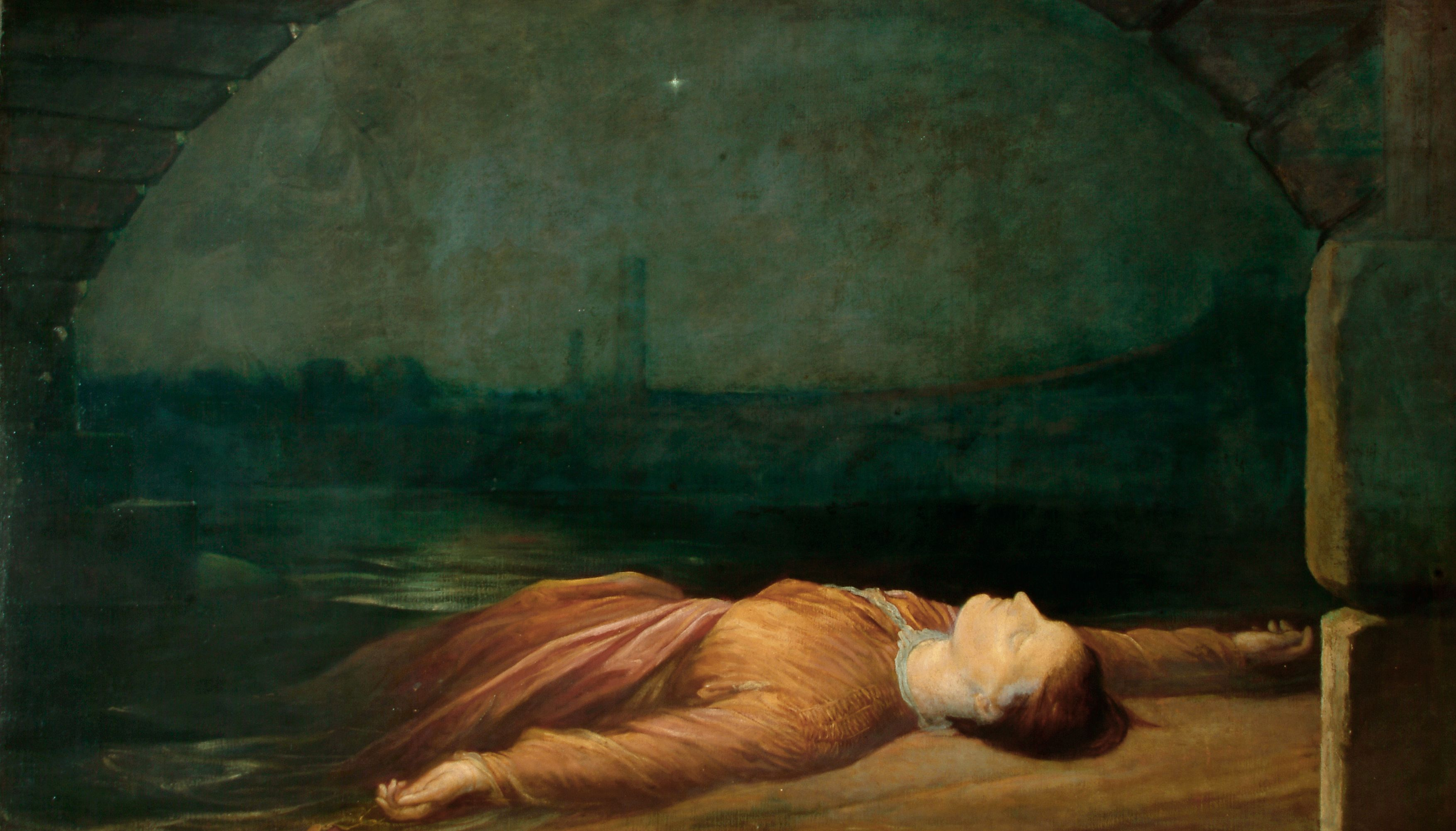
Ertrunken Aufgefunden